# انتخابات ریاست‌جمهوری مصر (۲۰۲۳)
انتخابات ریاست‌جمهوری مصر در دسامبر ۲۰۲۳ پس از گمانه‌زنی‌ها مبنی بر اینکه ممکن است انتخابات زودتر از زمان انتظار برگزار شود، طبق اعلام سازمان ملی انتخابات، در مصر برگزار شد. ثبت‌نام نامزدها از ۵ تا ۱۴ اکتبر ۲۰۲۳ انجام و انتخابات از ۱۰ تا ۱۲ دسامبر در مصر برگزار شد. شهروندان خارج از کشور از ۱ تا ۳ دسامبر رای دادند.
عبدالفتاح سیسی، رئیس‌جمهور کنونی که پس از کودتای ۲۰۱۳ به قدرت رسید واجد شرایط انتخاب مجدد است زیرا با اصلاح قانون اساسی در سال ۲۰۱۹، دوره ریاست جمهوری از ۴ سال به ۶ سال افزایش پیدا کرد و به او اجازه داده شد تا سال ۲۰۳۰ در قدرت باشد. حکومت سیسی به عنوان استبدادی توصیف می‌شود.

## نامزدهای رسمی
- عبدالفتاح السیسی رئیس‌جمهور فعلی مصر (بیش از ۱میلیون امضای مردمی دریافت کرد، تاییدیه ۴۲۶ عضو پارلمان را به دست آورد)
- فرید زهران رئیس حزب سوسیال دموکرات مصر (تاییدیه ۲۸عضو پارلمان را به دست آورد)
- حازم عمر رئیس حزب جمهوری‌خواه خلق، عضو سنا مصر (تاییدیه ۴۴ عضو پارلمان را به دست آورد)
- عبدالسند یمامه رئیس حزب وفد جدید مصر (تاییدیه ۲۲ عضو پارلمان را به دست آورد)

## نامزدهای ردصلاحیت‌شده
- محمد فؤاد بدروی، نماینده سابق حزب وفد
- احمد فدالی، رئیس حزب صلح دموکراتیک

## نامزدهای انصراف داده
- احمد طنطاوی، عضو سابق مجلس نمایندگان[۷]

## نظام انتخاباتی
رئیس‌جمهور مصر با نظام انتخاباتی دومرحله‌ای برای یک دوره شش ساله انتخاب می‌شود که یک بار قابل تمدید است. یک شخص برای نامزد شدن باید تأیید ۲۰ عضو مجلس نمایندگان تا ۲۵۰۰۰ امضا مردمی را به دست آورد.